# Pringle of Scotland

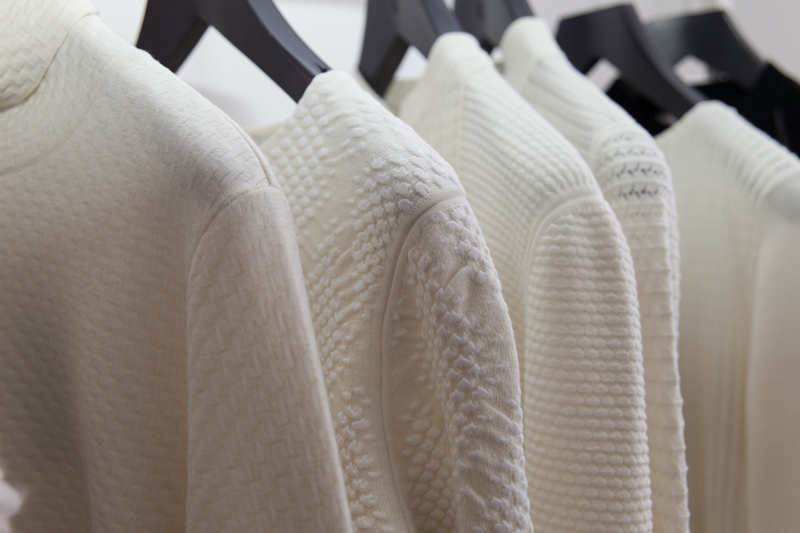
Photographie d'habits fabriqués par la marque

Pringle of Scotland est une entreprise écossaise de maille et de cachemire fondée en 1815 par Robert Pringle. À l'origine une simple bonneterie, la maison se fait rapidement une réputation pour son usage de laines luxueuses. Durant l’entre-deux-guerres, elle est reconnue pour ses twinset, ses cardigans, ses intarsias ou ses pull-overs en cachemire.
Vers les années 2000, l'entreprise est achetée par S.C. Fang & Sons de Hong Kong puis défile pour la première fois en 2002 lors de la Fashion week londonienne. Alistair Carr est nommé nouveau directeur artistique le 29 mars 2011, remplaçant Clare Waight Keller présente depuis 2005 mais partie chez Chloé.

## Note
1. ↑  En confection, « intarsia » désigne un motif inséré à l'encolure ou au poignets d'un pull. Ne pas confondre avec intarsia en ébénisterie.